# Judy-Ann Melchior
Pour les articles homonymes, voir Melchior.
Judy-Ann Melchior, née le 18 octobre 1986 à Maastricht, est une cavalière belge de saut d'obstacles.

## Carrière
Elle est médaillée de bronze en saut d'obstacles par équipe aux Jeux équestres mondiaux de 2010.

## Vie privée
Elle est la compagne du cavalier allemand Christian Ahlmann.